# امرسون اسپنسر
امرسون اسپنسر (انگلیسی: Emerson Spencer; ۱۰ اکتبر ۱۹۰۶ – ۱۵ مهٔ ۱۹۸۵) دونده اهل ایالات متحده آمریکا بود.
وی در مسابقات کشوری و بین‌المللی در مجموع برندهٔ ۱ مدال طلا شده‌است.